# Ponte Domingos Franciulli Netto
A Ponte Domingos Franciulli Netto é uma ponte que cruza o rio Tietê, na cidade de São Paulo, Brasil. Constitui parte do sistema viário da Marginal Tietê.
Ela interliga a avenida Governador Carvalho Pinto, na Penha à Avenida Educador Paulo Freire e à Rodovia Fernão Dias, na Vila Maria, em sentido único.
Até 2012 chamava-se Ponte General Milton Tavares de Sousa em homenagem a Milton Tavares de Souza, um dos articuladores do golpe militar de 1964. Nesse ano teve seu nome alterado por lei aprovada na câmara após ser sancionada pelo prefeito Gilberto Kassab.